# Hanseniella nivea
Hanseniella nivea är en mångfotingart som först beskrevs av Giovanni Antonio Scopoli 1763.  Hanseniella nivea ingår i släktet syddvärgfotingar, och familjen snabbdvärgfotingar. Inga underarter finns listade i Catalogue of Life.